# Афанасьев, Никифор Самсонович
Ники́фор Самсо́нович Афана́сьев (15 [28] июня 1910, Мухор-Тала, Верхнеилькинское сельское поселение — 6 декабря 1980, Улан-Удэ) — участник Великой Отечественной войны, снайпер 250-го гвардейского стрелкового полка 83-й гвардейской стрелковой дивизии 11-й гвардейской армии 1-го Прибалтийского фронта, Герой Советского Союза (3.06.1944), старший сержант.

## Биография
Родился 15 (28) июня 1910 года в селе Мухор-Тала, ныне Заиграевского района Бурятии, в семье крестьянина-бедняка. Русский.
Получил начальное образование. Долго учиться не пришлось, — надо было помогать родителям вести хозяйство. С детства с дядей ходил на охоту в тайгу. Одним из первых вступил в 1931 году в колхоз, трудился табунщиком, чабаном.
Участник боёв на реке Халхин-Гол в 1939 году. Перед войной работал на мясокомбинате в столице Бурятии — городе Улан-Удэ.
В сентябре 1941 года снова призван в Красную Армию. Участник Великой Отечественной войны с октября 1941 года. Начал службу с должности повара в стрелковом батальоне на Западном фронте. Весной 1942 г. по собственной просьбе переведён в снайперы как бывший охотник.
За короткий срок из личной винтовки уничтожил 4 гитлеровцев, сказалась охотничья закалка. По его инициативе в дивизии, в которой он служил, широко развернулось снайперское движение. К сентябрю 1942 года на его личном счету было уже 86 уничтоженных солдат противника. Счёт его учеников тоже рос: С. Г. Безбередев — 59, Г. В. Передерин — 36. В октябре счёт снайпера Афанасьева перевалил за 100 и он был награждён орденом Красного Знамени. В декабре 1942 года Афанасьеву, как зачинателю снайперского движения, глава правительства Монголии маршал Чойбалсан вручил Орден Красного Знамени. К весне 1944 года старший сержант Никифор Афанасьев обучил снайперскому делу многих воинов.
В апреле 1944 года дивизия стала 83-й гвардейской. В эти дни в одной из атак снайперским огнём Афанасьев уничтожил 4 огневые точки, в рукопашной схватке кинжалом и сапёрной лопаткой уничтожил семерых врагов и шестерых взял в плен. В этом бою был тяжело ранен: осколки мины застряли в лёгком и под сердцем. К этому времени на личном снайперском счету Афанасьева было более 200 уничтоженных фашистов.
Несколько месяцев провёл в госпиталях и на фронт больше не вернулся. Был направлен в распоряжение Забайкальского фронта обучать снайперскому делу бойцов-дальневосточников. Здесь узнал о высокой награде.
Указом Президиума Верховного Совета СССР от 3 июня 1944 года за образцовое выполнение боевых заданий командования на фронте борьбы с немецко-фашистскими захватчиками и проявленные при этом мужество и героизм, старшему сержанту Афанасьеву Никифору Самсоновичу присвоено звание Героя Советского Союза с вручением ордена Ленина и медали «Золотая Звезда» (№ 4488).
После войны Н. С. Афанасьев был демобилизован. Вернулся в родное село Мухор-Тала, работал в колхозе.
Указом Верховного Совета СССР от 28.03.1950 был лишён звания Героя Советского Союза за растрату колхозных денег. Переехал в село Тэгда Хоринского района Бурятии, работал в совхозе «Курбинский» табунщиком. Восстановлен в звании Героя Советского Союза 18.12.1970 по ходатайству однополчан как полностью искупивший свою вину честным трудом.
Последние годы жил в городе Улан-Удэ. Скончался 6 декабря 1980 года. Похоронен на кладбище села Тэгда.

## Награды
- Медаль «Золотая Звезда» Героя Советского Союза[2]
- Орден Ленина
- Орден Красного Знамени (01.10.1942)[1]
- Медали, в том числе:
  - Медаль «За победу над Германией в Великой Отечественной войне 1941—1945 гг.»
  - Юбилейная медаль «Двадцать лет Победы в Великой Отечественной войне 1941—1945 гг.»
  - Юбилейная медаль «Тридцать лет Победы в Великой Отечественной войне 1941—1945 гг.»
- Монгольский орден Красного Знамени (1942)

## Память
- Имя Героя носит улица в селе Тэгда.
- Одна из пяти улиц села Мухор-Тала названа в честь Н. С. Афанасьева.